# Chauchina
Chauchina – gmina w Hiszpanii, w prowincji Grenada, w Andaluzji, o powierzchni 21,21 km². W 2011 roku gmina liczyła 4813 mieszkańców.
Głównym sektorem gospodarki jest rolnictwo, z uprawami nawadnianymi, takimi jak cebula i oliwka, oraz roślinami zasilanymi deszczem, takimi jak jęczmień i szparagi, które zbierają największy obsadzony obszar.